# Cantó de Wassy
El cantó de Wassy és un cantó francès del departament de l'Alt Marne, situat al districte de Saint-Dizier. Té 20 municipis i el cap és Wassy.

## Municipis
- Allichamps
- Attancourt
- Bailly-aux-Forges
- Brousseval
- Domblain
- Dommartin-le-Franc
- Doulevant-le-Petit
- Fays
- Louvemont
- Magneux
- Montreuil-sur-Blaise
- Morancourt
- Rachecourt-Suzémont
- Sommancourt
- Troisfontaines-la-Ville
- Valleret
- Vaux-sur-Blaise
- Ville-en-Blaisois
- Voillecomte
- Wassy

## Història
| Data d'elecció                           | Identitat           | Partit                     | Qualitat |
| ---------------------------------------- | ------------------- | -------------------------- | -------- |
| 1945-1949                                | René Boulogne       | SFIO                       |          |
| 1949-19..                                | M. Cachot           | RPF, després divers droite |          |
| 19..-1961                                | M. Gagneau          | Divers droite              |          |
| 1961-1967                                | Frédéric Benoît     | radical                    |          |
| 1967-1998                                | Pierre Niederberger | Divers droite, després UDF |          |
| 1998-                                    | Jacques Labarre     | Divers gauche              |          |
| les dades anteriors no són pas conegudes |                     |                            |          |
|                                          |                     |                            |          |

## Demografia
| A partir de 1990: Població sense dobles comptes |